# Lewiston (Idaho)
Lewiston – miasto w hrabstwie Nez Perce, w stanie Idaho, w Stanach Zjednoczonych.

## Demografia
W 2009 roku miasto liczyło 31 887 mieszkańców. W roku 2023 liczba mieszkańców wzrosła do 34 836 osób, a gęstość zaludnienia przekroczyła 815 osób/km².

## Położenie
Miasto położone jest nad rzeką Snake, w miejscu, gdzie wpada do niej rzeka Clearwater.